# Metzi Jakab
Metzi Jakab (latinul: Jacobus Metensis, franciául: Jacques de Metz, németül: Jakob von Metz), (? – 1302 után) középkori francia teológus és filozófus.
Domonkos-rendi szerzetes volt, és 1295–1302 között két, máig fennmaradt Kommentárt készített a Szentenciákhoz. Mindkét kommentárban bizonytalan álláspontra helyezkedett a lényeg és a létezés megkülönböztetésének kérdésében. Megállapítható, hogy ismerte Római Aegidius érveit, Aquinói Szent Tamás nézeteit pedig egyenesen elutasította az egyediesítés kérdésében. Véleménye szerint a forma adja az anyag egységét, hogyan egyediesíteni az anyag a formát? Egyediség csak ott van, ahol szubsztancia is van, azonban a szubsztanciát a forma konstituálja, ebből kell erednie az egyediségnek. Következésképpen két angyal két különböző individuum, nem két faj: dacára annak, hogy anyagtalanok. Ugyanezen okból kifolyólag őrzik meg a testüktől elkülönült lelkek is a maguk egyediségét.
Az értelmi megismerést illetően Jakab feltételezi, hogy ismeretképpen szükségesek az anyagi tárgyak megismeréséhez, ám szerinte nincsen szükség rájuk Isten és az anyagtalan létezők megismerése során. Ezt az ágostoni és arisztotelészi követelményeket összeegyeztető nézetét egyébként – mint bevallja – másoktól vette át, nem maga találta ki. Még ott is, ahol az érzéki ismeretképek közreműködése szükséges, az ebből származó képzetnek (phantasma) a cselekvő értelemtől kell kapnia azt a szellemi erőt, amely lehetővé teszi a számára, hogy hasson az értelemre. A cselekvő értelem és a képzet ekkor együttesen hatnak a szenvedőleges értelemre, mint két ember, akik együtt vontatnak egy hajót. Az így megvalósult megismerési aktus képezi a verbum mentist. Ez nem a megismerési aktus okozata – mint Szent Tamás filozófiájában – hanem ez maga a megismerési aktus.
Jakab filozófiáját Nédelleci Hervé támadta 1302 és 1307 között írt Correctorium fratris Jacobi Metensis című művében.